# Duke (Familienname)
Duke ist ein englischer Familienname.

## Namensträger
- Angier Biddle Duke (1915–1995), US-amerikanischer Diplomat
- Annie Duke (* 1965), US-amerikanische Pokerspielerin und Autorin
- Antera Duke, Sklavenhändler aus dem Volk der Efik
- Anthony Drexel Duke († 2014), US-amerikanischer Philanthrop
- Austin Duke (* 1993), US-amerikanischer American-Football-Spieler
- Basil Wilson Duke (1838–1916), US-amerikanischer General
- Bill Duke (* 1943), US-amerikanischer Schauspieler und Regisseur
- Carlos Duke (* 2000), japanischer Fußballspieler
- Charles Duke (* 1935), US-amerikanischer Astronaut
- Clark Duke (* 1985), US-amerikanischer Schauspieler
- Daryl Duke (1929–2006), kanadischer Filmregisseur
- David Duke (* 1950), US-amerikanischer Politiker
- Denver Duke, US-amerikanischer Countrysänger, siehe Denver Duke and Jeffrey Null
- Dimity-Lee Duke (* 1983), australische Triathletin
- Doris Duke (1912–1993), US-amerikanische Unternehmerin und Mäzenin
- Doug Duke (1920–1973), US-amerikanischer Jazzmusiker
- Elaine Duke (* 1958), US-amerikanische Beamtin und Unternehmerin
- Erica Duke, US-amerikanische Schauspielerin
- Geoff Duke (1923–2015), britischer Motorradrennfahrer
- George Duke (1946–2013), US-amerikanischer Pianist und Musikproduzent
- Hailey Duke (* 1985), US-amerikanische Skirennläuferin
- Henry Duke, 1. Baron Merrivale (1855–1939), britischer Politiker
- James A. Duke (1929–2017), US-amerikanischer Botaniker
- James Buchanan Duke (1856–1925), US-amerikanischer Industrieller
- James H. Duke Jr. († 2015), US-amerikanischer Mediziner
- Jessamyn Duke (* 1986), amerikanische Wrestlerin und MMA-Kämpferin
- Lynne Duke († 2013), US-amerikanische Journalistin
- Matt Duke (* 1977), englischer Fußballspieler
- Michael Hare Duke (um 10925–2014), britischer Bischof
- Mike Duke (* 1949), US-amerikanischer Manager
- Mitchell Duke (* 1991), australischer Fußballspieler
- Neville Duke (1922–2007), britischer Pilot
- Oriel Duke (1896–1976), britischer Colonel und Polizeibeamter
- Patty Duke (1946–2016), US-amerikanische Schauspielerin
- Richard Thomas Walker Duke (1822–1898), US-amerikanischer Politiker
- Robert Duke, Pseudonym von Joe Meek (1929–1967), britischer Musikproduzent und Songwriter
- Robert Rippon Duke (1817–1909), britischer Architekt
- Robin Duke (* 1954), kanadische Schauspielerin
- Robin Chandler Duke (1923–2016), US-amerikanische Juristin und Diplomatin
- Roy Duke (1922–1994), US-amerikanischer Rockabilly-Sänger
- Stephen Duke-McKenna (Stephen Winston Duke-McKenna, * 2000), englisch-guyanischer Fußballspieler
- Steve Duke (* 1949), australischer Dartspieler
- Stewart Duke-Elder (1898–1978), britischer Augenarzt
- Timothy Duke (* 1953), englischer Heraldiker und Genealoge
- Todd Duke (1970–2019), US-amerikanischer Jazzmusiker
- Tom Duke (1948–2012), britischer Physiker
- Trevor Duke-Moretz (* 1986), US-amerikanischer Schauspieler
- Vernon Duke (1903–1969), US-amerikanischer Komponist
- William Duke (* 1958), US-amerikanischer Mathematiker
- Winston Duke, trinidadisch-amerikanischer Schauspieler
- Zach Duke (* 1983), US-amerikanischer Baseballspieler